# وينسليدل (غنم)

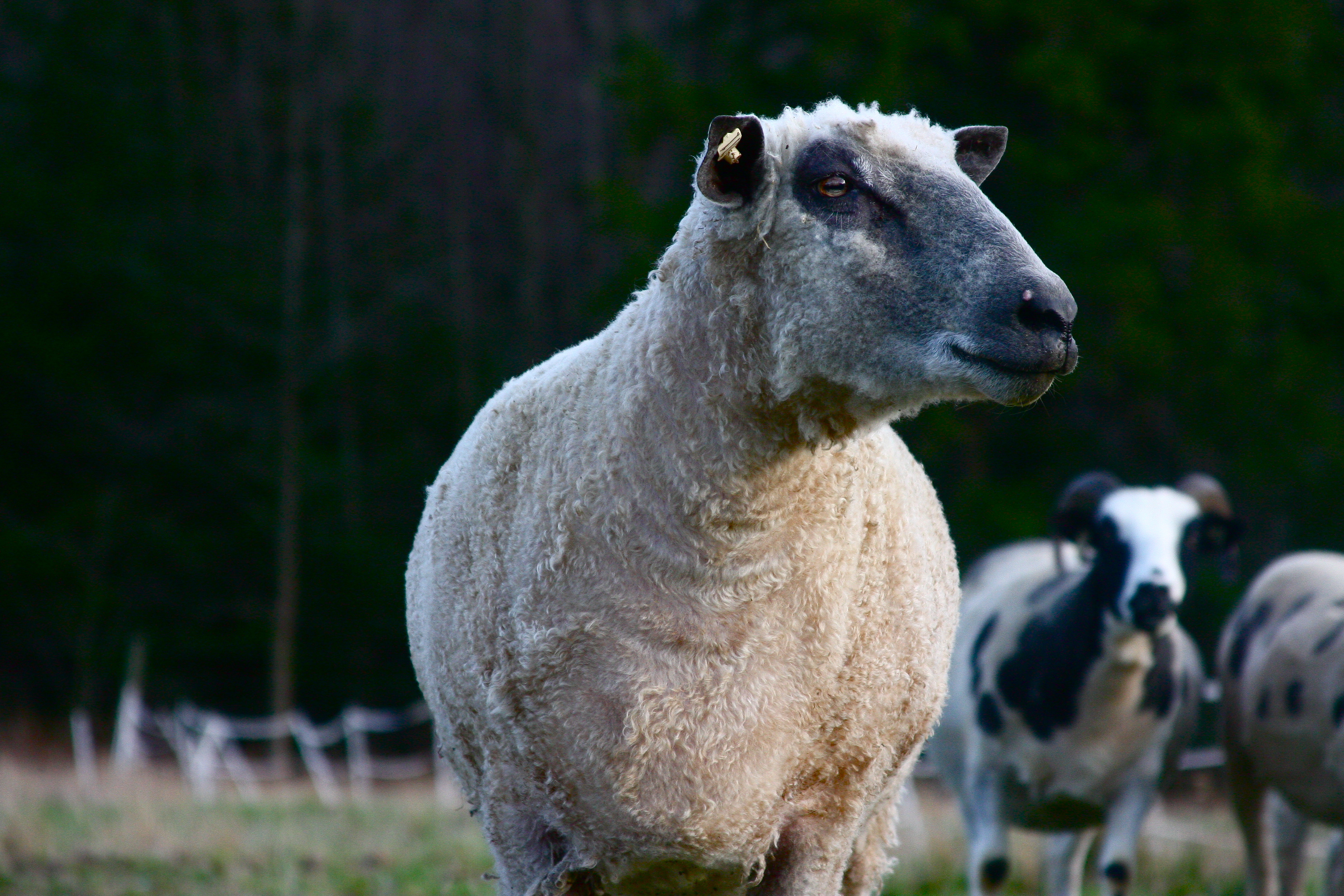
نعجة من سلالة وينسليدل

وينسليدل (بالإنجليزية: Wensleydale)‏ هي سلالة غنم بمنطقة وينسليدل بشمال يوركشير. ذات وجه أزرق-رمادي. طورت هذه السلالة خلال القرن 19 عنطريق مصالبة سلالتي ليسيستر الاٍنجليزية و تيزواتر. هي من بين أكبر وأثقل السلالات على الاٍطلاق.

## وصلات خارجية
- جمعية سلالة وينسليدل(تأسست عام 1890) موقع بالاٍنجليزية